# Anthracosioidea
Anthracosioidea (лат.) — надсемейство вымерших двустворчатых моллюсков (Bivalvia) подкласса Heterodonta. Их ископаемые остатки известны с карбона по пермь (326,4—251,3 млн лет назад). Они найдены на территории Евразии, Северной Америки и Гренландии. Это были малоподвижные или сидячие донные животные.

## Классификация
На декабрь 2023 в надсемейство включают следующие семейства и роды:
- † Anthracosiidae Amalizky, 1892
  - † Anthracomya Salter, 1862
  - † Carbonicola MacCoy, 1855
  - † Unionites Wissman, 1841
- † Carbonicolidae Cox, 1932
  - † Oligodontella Gusev, 1963
- † Ferganoconchidae Martinson, 1956
  - † Ferganoconcha Ljutkevitch and Nalivkin, 1960
- † Shaanxiconchidae Liu, 1980
  - † Shaanxiconcha Liu, 1980
- † Sinomyidae Scarlato and Starobogatov, 1979
  - † Sinomya Pogorevich, 1977

Не отнесён к какому-либо семейству:
- - † Yananoconcha Yu and Zhang, 1980